# ジュード村 (パキスタン・シンド州ミルプール・ハース地域)
ジュード (シンド語: جهڏو) (英語: Jhuddo 或いは Jhudo) は、パキスタン・シンド州のミルプール・ハース地域にある村。人口は201,850人、郵便番号は69310である。昨今、タルク（パキスタン・インドの行政区分: 日本の村に該当）及び　テシール（パキスタンやインドの行政区分: 日本の郡に該当）に昇格した。